# Municipio de Washington (condado de Sandusky)
El municipio de Washington (en inglés: Washington Township) es un municipio ubicado en el condado de Sandusky en el estado estadounidense de Ohio. En el año 2010 tenía una población de 2332 habitantes y una densidad poblacional de 18,48 personas por km².

## Geografía
El municipio de Washington se encuentra ubicado en las coordenadas 41°23′55″N 83°14′35″O / 41.39861, -83.24306. Según la Oficina del Censo de los Estados Unidos, el municipio tiene una superficie total de 126,19 km², de la cual 126,03 km² corresponden a tierra firme y (0,13 %) 0,16 km² es agua.

## Demografía
Según el censo de 2010, había 2332 personas residiendo en el municipio de Washington. La densidad de población era de 18,48 hab./km². De los 2332 habitantes, el municipio de Washington estaba compuesto por el 94,6 % blancos, el 0,47 % eran afroamericanos, el 0,51 % eran amerindios, el 0,13 % eran asiáticos, el 2,1 % eran de otras razas y el 2,19 % eran de una mezcla de razas. Del total de la población el 9,78 % eran hispanos o latinos de cualquier raza.